# 이끼숲꽃박쥐
이끼숲꽃박쥐(Syconycteris hobbit)는 꽃박쥐속에 속하는 큰박쥐류 박쥐의 일종이다. 뉴기니에서 발견된다. 자연 서식지는 아열대 또는 열대 기후 지역의 건조림이다. 서식지 감소로 멸종 위협을 받고 있다.